# XXII з'їзд КПУ
XXII з'їзд КПУ — з'їзд Комуністичної партії України, що відбувся 27—30 вересня 1961 року в Києві.
У роботі з'їзду взяли участь 1424 делегати з ухвальним і 147 — з дорадчим голосом, які представляли 1 432 806 членів і 147 365 кандидатів у члени партії.

## Порядок денний з'їзду
1. Доповідь про проект Програми КПРС (доповідач Казанець Іван Павлович).
2. Доповідь про проект Статуту КПРС (доповідач Іващенко Ольга Іллівна).
3. Звіт ЦК КПУ (доповідач Підгорний Микола Вікторович).
4. Звіт Ревізійної комісії КПУ (доповідач Нечипорук Зоя Савівна).
5. Вибори керівних органів КПУ.

Обрано Центральний Комітет у складі 117 членів і 65 кандидатів у члени ЦК, Ревізійну Комісію у складі 39 осіб.

### Члени Центрального комітету
- Александров Микола Михайлович
- Андріанов Сергій Миколайович
- Бабаджанян Амазасп Хачатурович
- Бажан Микола Платонович
- Барановський Анатолій Максимович
- Бегма Василь Андрійович
- Бондаренко Любов Іванівна
- Ботвинов Олександр Гнатович
- Бубновський Микита Дмитрович
- Буркацька Галина Євгенівна
- Бутенко Григорій Прокопович
- Ватченко Олексій Федосійович
- Виштак Степанида Демидівна
- Вівдиченко Іван Іванович
- Волков Анатолій Іванович
- Вольтовський Борис Іовлевич
- Гайовий Антон Іванович
- Галенко Йосип Панасович
- Гетьман Андрій Лаврентійович
- Гіталов Олександр Васильович
- Глухов Захар Миколайович
- Гончар Олесь Терентійович
- Гридасов Дмитро Матвійович
- Гриза Олексій Андріанович
- Грушецький Іван Самійлович
- Давидов Олексій Йосипович
- Денисенко Олексій Іванович
- Дорошенко Петро Омелянович
- Дрозденко Василь Іванович
- Дружинін Володимир Миколайович
- Дядик Іван Іванович
- Єлістратов Петро Матвійович
- Єльченко Юрій Никифорович
- Іващенко Олександр Венедиктович
- Іващенко Ольга Іллівна
- Ільницький Юрій Васильович
- Казанець Іван Павлович
- Калита Федір Іларіонович
- Кальченко Никифор Тимофійович
- Касатонов Володимир Опанасович
- Кисляков Костянтин Сергійович
- Клименко Василь Костянтинович
- Ковпак Сидір Артемович
- Козир Павло Пантелійович
- Коломоєць Надія Семенівна
- Кольчик Олександр Арсенійович
- Ком'яхов Василь Григорович
- Корнійчук Олександр Євдокимович
- Коротченко Дем'ян Сергійович
- Кошовий Петро Кирилович
- Кривенко Яків Миколайович
- Кривонос Петро Федорович
- Кузьмич Антон Савич
- Кухаренко Лідія Іванівна
- Куций Юрій Миколайович
- Лазуренко Михайло Костянтинович
- Легунов Григорій Андрійович
- Лисенко Яків Іванович
- Литвин Костянтин Захарович
- Личагін Микола Семенович
- Лісняк Павло Якович
- Лукашин Петро Тимофійович
- Лукич Леонід Юхимович
- Лутак Іван Кіндратович
- Любченко Любов Андріївна
- Ляшко Олександр Павлович
- Макаров Олександр Максимович
- Маленкін Андрій Сергійович
- Мартинов Федір Гнатович
- Махота Петро Семенович
- Мужицький Олександр Михайлович
- Мушенко Тамара Володимирівна
- Назаренко Іван Дмитрович
- Найдек Леонтій Іванович
- Науменко Андрій Михайлович
- Нікітченко Віталій Федотович
- Олейников Віктор Степанович
- Онищенко Григорій Потапович
- Палладін Олександр Володимирович
- Панасюк Денис Харитонович
- Патон Борис Євгенович
- Підгорний Микола Вікторович
- Піснячевський Дмитро Петрович
- Покришкін Олександр Іванович
- Посмітний Макар Онисимович
- Риндін Тимофій Родіонович
- Розенко Петро Якимович
- Саблєв Павло Юхимович
- Савельєва Варвара Федорівна
- Савченко Марія Харитонівна
- Сахновський Георгій Леонідович
- Сєнін Іван Семенович
- Синиця Михайло Сафронович
- Скаба Андрій Данилович
- Скрябін Володимир Володимирович
- Соболь Микола Олександрович
- Соїч Олег Владиславович
- Співак Марк Сидорович
- Стафійчук Іван Йосипович
- Тичина Павло Григорович
- Ткачук Григорій Іванович
- Толубєєв Микита Павлович
- Тронько Петро Тимофійович
- Федоров Олексій Федорович
- Хилько Федір Васильович
- Худосовцев Микола Михайлович
- Чеканюк Андрій Терентійович
- Шевель Георгій Георгійович
- Шевченко Володимир Васильович
- Шевчук Григорій Іванович
- Шелест Петро Юхимович
- Шупик Платон Лукич
- Щербак Пилип Кузьмич
- Щербань Олександр Назарович
- Щербицький Володимир Васильович
- Юрген Лідія Федорівна
- Янгель Михайло Кузьмич

### Кандидати в члени Центрального комітету
- Андрієнко Леонід Васильович
- Бабійчук Ростислав Володимирович
- Барильник Тимофій Григорович
- Бєлогуров Микола Кіндратович
- Бичков Микола Гурійович
- Білодід Іван Костянтинович
- Борисенко Микола Михайлович
- Ботвин Олександр Платонович
- Братченко Іван Іович
- Бровкін Олексій Миколайович
- Бузницький Олександр Григорович
- Бурка Михайло Йосипович
- Бурмистров Олександр Олександрович
- Васильєв Микола Федорович
- Ващенко Григорій Іванович
- Ведніков Василь Спиридонович
- Власюк Петро Антипович
- Гарагонич Іван Георгійович
- Головченко Федір Петрович
- Гуреєв Микола Михайлович
- Даденков Юрій Миколайович
- Денисенко Андрій Андрійович
- Єременко Анатолій Петрович
- Іваненко Іван Степанович
- Івонін Іван Павлович
- Коваленко Костянтин Степанович
- Коваль Олексій Григорович
- Коваль Федір Тихонович
- Колесник Василь Артемович
- Кондуфор Юрій Юрійович
- Коровченко Андрій Григорович
- Кочубей Антон Данилович
- Кременицький Віктор Олександрович
- Крюков Микола Іванович
- Левченко Іван Федотович
- Лисенко Василь Васильович
- Мокроус Федір Якович
- Однороманенко Олександр Митрофанович
- Паламарчук Лука Хомич
- Педанюк Іван Маркович
- Петров Володимир Палладійович
- Пилипенко Володимир Іванович
- Поляков Дмитро Іванович
- Прибильський Іван Степанович
- Руденко Яків Кузьмич
- Савельєв Іван Степанович
- Сай Микола Петрович
- Селіванов Олександр Гнатович
- Сердечна Дарія Севастянівна
- Сінченко Георгій Захарович
- Слободянюк Маркіян Сергійович
- Степаненко Ігор Дмитрович
- Стефаник Семен Васильович
- Терентьєв Валентин Олександрович
- Тимошенко Олександр Тимофійович
- Титаренко Олексій Антонович
- Торик Микола Антонович
- Трусов Костянтин Ананійович
- Турбай Григорій Автономович
- Хворостяний Микола Михайлович
- Хорунжий Михайло Васильович
- Чебриков Віктор Михайлович
- Шевченко Леонід Михайлович
- Шульгін Микола Павлович
- Ярцев Костянтин Миколайович

### Члени Ревізійної комісії
- Бажанов Юрій Павлович
- Благун Микола Григорович
- Валага Ніна Никифорівна
- Гарбузов Віктор Федорович
- Глух Федір Кирилович
- Данченко Олексій Євгенович
- Згурська Катерина Іванівна
- Кайкан Петро Федорович
- Козубиця Олександр Панасович
- Кравченко Леонід Гаврилович
- Крамаренко Олександр Григорович
- Кривошеєв Володимир Іванович
- Ладані Ганна Михайлівна
- Лалаянц Аркадій Макарович
- Мацидонський Федір Гнатович
- Межеріцький Іван Петрович
- Ненюк Марія Василівна
- Овсянко Петро Федорович
- Олійниченко Костянтин Якимович
- Пашко Яків Юхимович
- Погребняк Яків Петрович
- Попльовкін Трохим Трохимович
- Рогоза Прокіп Данилович
- Рожко Олексій Прокопович
- Сахаров Микола Михайлович
- Скляров Павло Іванович
- Стаміков Федір Олексійович
- Стеценко Степан Омелянович
- Суркін Микола Прокопович
- Танченко Степан Дмитрович
- Тарасевич Іван Федорович
- Тихонова Ніна Олександрівна
- Ухов Володимир Дмитрович
- Філіпов Віктор Петрович
- Чернегов Олександр Степанович
- Яковлєв Василь Миколайович
- Япаскурт Василь Васильович
- Яремчук Григорій Филимонович
- Ярощук Юхим Арсентійович

## Зміни складу ЦК в період між з'їздами
8 січня 1965 року на Пленумі ЦК КПУ переведені з кандидатів у члени ЦК КПУ Ботвин Олександр Платонович, Ващенко Григорій Іванович, Кочубей Антон Данилович, Титаренко Олексій Антонович.